# یاسمین کروکت
یاسمین فلیسیا کروکت (زاده ۲۹ مارس ۱۹۸۱) یک وکیل و سیاستمدار آمریکایی است که از سال ۲۰۲۳ نماینده ایالات متحده از ناحیه ۳۰ کنگره تگزاس است. ناحیه او بیشتر بخش‌های شهرستان دالاس جنوبی، دالاس مرکزی، فرودگاه لاو فیلد دالاس و بخش‌هایی از شهرستان تارانت را پوشش می‌دهد. او که یکی از اعضای حزب دموکرات است.
کروکت از میراث آفریقایی آمریکایی، در سنت لوئیس، میسوری به دنیا آمد. او در سال ۲۰۰۳ با مدرک لیسانس هنر در مدیریت بازرگانی از کالج رودز فارغ‌التحصیل شد. کروکت در مقطع کارشناسی قصد داشت قبل از اینکه تصمیم بگیرد در دانشکده حقوق شرکت کند ، متخصص بیهوشی یا حسابدار رسمی شود، تصمیمی که او پس از اینکه در حین تحصیل در کالج قربانی جنایت نفرت شد، گرفت. او بعداً به مرکز حقوقی دانشگاه هیوستون رفت و در سال ۲۰۰۶ با دکترای حقوقی فارغ‌التحصیل شد.
کروکت یک باپتیست است.